# قوطان
قوطان  قرية سوريّة تتبع إداريّاً لمحافظة حلب منطقة عفرين ناحية مركز بلبل، بلغ تعداد سكانها 373 نسمة حسب التعداد السكاني لعام 2004.